# アイバン・サザランド
アイバン・エドワード・サザランド（Ivan Edward Sutherland, 1938年5月16日 - ）は、アメリカの計算機科学者で、インターネットの先駆者の1人。コンピュータグラフィックス、バーチャルリアリティの先駆者。今ではパーソナルコンピュータ上で当たり前となったGUIの先駆けとなるSketchpadを発明したことで知られる。

## 経歴
現在のカーネギーメロン大学であるカーネギー工科大学で電子工学の学士号を、カリフォルニア工科大学で修士号を取得後、1963年 MITで博士号を取った。
サザランドは革新的なインタフェースである Sketchpad を発明した。円弧の直径など線分や円弧の関係や制約に従って描画することができる。水平な直線や垂直な直線を描画でき、それらを組み合わせて図形にすることができる。図形の基本形状を保持しつつ。コピー、回転、拡大・縮小が可能である。Sketchpad には世界初のウィンドウ描画プログラムとクリッピングアルゴリズムが備わっており、ズームが可能である。Sketchpad はリンカーン研究所の TX-2 コンピュータで実現され、後にダグラス・エンゲルバートが oN-Line System のGUIを開発するのに影響を与えた。一方、Sketchpad はヴァネヴァー・ブッシュの有名な論文 "As We May Think" で言及された仮想的なmemex の影響を受けて作られた。サザランドはスケッチパッドの発明とこれに関連する功労で、1988年チューリング賞を受賞する。また、ACM SIGGRAPHからクーンズ賞(CG分野の最高峰）を受賞した。
アメリカ国防総省国防高等研究計画局のJ・C・R・リックライダーは、自分の後任にサザランドを指名し、自身は1964年にMITに復帰している。
1965年から1968年まで、ハーバード大学で電気工学の准教授を務める。1967年、ダニー・コーエンと共に線分クリッピングアルゴリズムであるコーエン–サザランド・アルゴリズムを開発。1968年、サザランドは彼の学生ボブ・スプロールの助けで最初のバーチャルリアリティ(Virtual Reality, VR)と拡張現実(Augmented Reality, AR)である、ヘッドマウントディスプレイ (HMD) システム The Sword of Damocles を作り出す。この最初のシステムはユーザインタフェースや現実性の面では完成度が低かった。頭にかぶる HMDがとても重く、天井につないで支えなければならなかったし、バーチャルリアリティの環境は単純な線で成り立った空間に過ぎなかった。
1968年から1974年までユタ大学で教授を務めた。ユタ大学時代の教え子には、Smalltalkを開発したアラン・ケイ、グーローシェーディングを開発したアンリ・グーロー、アンチエイリアス技法を開発したフランク・クロウ、ピクサーの創業者の1人でウォルト・ディズニー・アニメーション・スタジオ の社長を務めたエドウィン・キャットマル、ユタティーポットのマーティン・ニューウェルやジム・ブリンなどが名を連ねている。
1968年、友達で同僚のデービッド・C・エバンスとともに、エバンス・アンド・サザランドを設立し、リアルタイム機器、アクセラレイテッド3Dグラフィック、プリンタ言語の分野で先駆的な業績をおさめた。エバンス・アンド・サザランドには後にアドビシステムズ（現アドビ）を創業したジョン・ワーノック (John Warnock) とシリコングラフィックスを創業したジム・クラークが勤務していた。
1974年から1978年まで、カリフォルニア工科大学の計算機科学の教授を務め、計算機科学部門の創設に関与した。その後コンサルティング企業を創業し、その企業がサン・マイクロシステムズに買収され、同社の研究部門の礎となった。
サン・マイクロシステムズではフェロー兼副社長を務めた。2005年から2008年までカリフォルニア大学バークレー校の客員研究者も務めた。2006年5月28日、Marly Roncken と結婚。夫婦でポートランド州立大学にて Asynchronous Systems の研究を指揮している。
2人の子供と4人の孫がいる。兄のバート・サザランドも計算機工学者である。

## 受賞歴
- 1986年 - IEEE Emanuel R. Piore Award[5]
- 1988年 - チューリング賞[6]
- 1993年 - ACMソフトウェアシステム賞[7]
- 1994年 - EFF Pioneer Award（電子フロンティア財団）[8]
- 1998年 - IEEEフォン・ノイマンメダル[9]
- 2012年 - 京都賞先端技術部門[10]
- 2018年 - ワシントン賞

## 科学アカデミー会員
- 1973年 - 全米技術アカデミー会員
- 1978年 - 米国科学アカデミー会員
- 1994年 - Association for Computing Machinery フェロー[11]
- 2005年 - コンピュータ歴史博物館フェロー[12]

## 語録
- 「デジタルコンピュータに接続されたディスプレイは、物理世界では現実にできない概念に親しむチャンスを与えてくれる。それは数学的ワンダーランドを覗く鏡だ」（"A display connected to a digital computer gives us a chance to gain familiarity with concepts not realizable in the physical world. It is a looking glass into a mathematical wonderland."）[13]
- 「あなたはどうやって世界初の対話型図形処理プログラム、世界初の非手続き的プログラミング言語、世界初のオブジェクト指向ソフトウェアシステムを1年で完成できたのですか?」と聞かれ、サザランドは「それらが難しいこととは知らなかったんだよ」と答えた。（When asked, "How could you possibly have done the first interactive graphics program, the first non-procedural programming language, the first object oriented software system, all in one year?" Ivan replied: "Well, I didn't know it was hard."）[14]
- 「楽しみがなければ、進歩はない!」（"Without the fun, none of us would go on!"）[15]

## 特許
サザランドは60以上の特許を取得している。主な特許を以下に示す。
- US Patent 7,636,361 (2009) Apparatus and method for high-throughput asynchronous communication with flow control
- US Patent 7,417,993 (2008) Apparatus and method for high-throughput asynchronous communication
- US Patent 7,384,804 (2008) Method and apparatus for electronically aligning capacitively coupled mini-bars
- US patent 3,889,107 (1975)  System of polygon sorting by dissection
- US patent 3,816,726 (1974) Computer Graphics Clipping System for Polygons
- US patent 3,732,557 (1973) Incremental Position-Indicating System
- US patent 3,684,876 (1972) Vector Computing System as for use in a Matrix Computer
- US patent 3,639,736 (1972) Display Windowing by Clipping

## 著作
- Sutherland's 1963 Ph.D. Thesis from Massachusetts Institute of Technology republished in 2003 by University of Cambridge as Technical Report Number 574, Sketchpad, A Man-Machine Graphical Communication System.  - 博士論文。このときの指導教官は情報理論の父クロード・シャノンだった。
- Duchess Chips for Process-Specific Wire Capacitance Characterization, The, by Jon Lexau, Jonathan Gainsley, Ann Coulthard and Ivan E. Sutherland, Sun Microsystems Laboratories Report Number TR-2001-100, October 2001
- Technology And Courage by Ivan Sutherland, Sun Microsystems Laboratories Perspectives Essay Series, Perspectives-96-1 (April 1996)
- Counterflow Pipeline Processor Architecture, by Ivan E. Sutherland, Charles E. Molnar (Charles Molnar), and Robert F. Sproull (Bob Sproull), Sun Microsystems Laboratories Report Number TR-94-25, April 1994